# 東アジア文化交渉学会
東アジア文化交渉学会（Society for Cultural Interaction in East Asia）は、人文学知を総合して東アジアの文化諸現象をトータルに把握して、解明することを目的とする学会組織。北京・上海・台北・ソウルに連絡所が存在し、中国、日本、韓国、台湾、香港など東アジア諸国・地域の研究者が所属している。

## 活動内容
- 学術誌の刊行
  - 『Journal of Cultural Interaction in East Asia』
- 年次大会の開催

## 歴代会長一覧
| 代 | 氏名     | 期間   | 所属         |
| 1  | 陶徳民   | 2009年 | 関西大学     |
| 2  | 黄傑傑   | 2010年 | 国立台湾大学 |
| 3  | 馬敏     | 2011年 | 華中師範大学 |
| 4  | 崔官     | 2012年 | 高麗大学     |
| 5  | 鄭培凱   | 2013年 | 香港城市大学 |
| 6  | 章清     | 2014年 | 復旦大学     |
| 7  | 内田慶市 | 2016年 | 関西大学     |
| -- | -------- | ------ | ------------ |